# Lacarre
Lacarre település Franciaországban, Pyrénées-Atlantiques megyében. Lakosainak száma 175 fő (2022. január 1.). Lacarre Ainhice-Mongelos, Bussunarits-Sarrasquette, Bustince-Iriberry és Gamarthe községekkel határos.

## Népesség
A település népességének változása:
| Lakosok száma | 168  | 175  | 178  | 174  | 172  | 169  | 179  | 178  | 175  |
|               | 2013 | 2015 | 2016 | 2017 | 2018 | 2019 | 2020 | 2021 | 2022 |